# Ministero delle relazioni estere (Uruguay)
Il Ministero delle relazioni estere (in spagnolo: Ministerio de Relaciones Exteriores; MRREE) è il dicastero del governo dell'Uruguay responsabile della pianificazione, direzione ed esecuzione della politica estera e delle relazioni internazionali della Repubblica.
È inoltre responsabile del mantenimento e del rafforzamento delle relazioni del paese con i diversi paesi del mondo, nonché del corretto funzionamento delle ambasciate e dei consolati uruguaiani nei paesi in cui vi è rappresentanza e delle missioni e servizi statali all'estero. Questo dipartimento governativo ha sede nel Palazzo Santos, nel barrio Centro a Montevideo. Il ministro delle relazioni estere è più comunemente noto come Canciller, o Cancelliere. Dal 1º marzo 2025 il ministero è diretto da Mario Lubetkin.

## Creazione
Il Ministero delle relazioni estere fu creato inizialmente con il nome di "Ministero del governo e degli affari esteri", il 22 dicembre 1828, durante il governo di José Rondeau. Il primo ministro assegnato a questo portafoglio fu Juan Francisco Giró. È diventato noto come Ministero delle relazioni estere alla fine del 1860.

## Elenco dei ministri
| Ministri delle relazioni estere | Ministri delle relazioni estere                     | Ministri delle relazioni estere | Ministri delle relazioni estere |
| ------------------------------- | --------------------------------------------------- | ------------------------------- | ------------------------------- |
| Nº                              | Ministro                                            | Inizio                          | Fine                            |
| 1                               | Juan Francisco Giró                                 | 22 dicembre 1828                | 27 agosto 1829                  |
| 2                               | Fructuoso Rivera                                    | 16 settembre 1829               | 18 gennaio 1830                 |
| 3                               | Juan Antonio Lavalleja                              | 18 gennaio 1830                 | 11 marzo 1830                   |
| 4                               | José Longinos Ellauri                               | 11 marzo 1830                   | 20 aprile 1830                  |
| 5                               | Juan Francisco Giró                                 | 20 aprile 1830                  | 24 ottobre 1830                 |
| 6                               | José Longinos Ellauri                               | 11 novembre 1830                | 2 settembre 1831                |
| 7                               | Joaquín Suárez                                      | 19 settembre 1831               | 7 novembre 1831                 |
| 8                               | Santiago Vázquez                                    | 7 novembre 1831                 | 5 luglio 1832                   |
| 9                               | Francisco Joaquín Muñoz                             | 5 luglio 1832                   | 16 agosto 1832                  |
| 10                              | Santiago Vázquez                                    | 16 agosto 1832                  | 9 ottobre 1833                  |
| 11                              | Francisco Llambí                                    | 9 ottobre 1833                  | 20 dicembre 1833                |
| 12                              | Lucas José Obes                                     | 20 dicembre 1833                | 7 gennaio 1835                  |
| 13                              | Francisco Llambí                                    | 4 marzo 1835                    | 15 ottobre 1835                 |
| 14                              | Francisco Llambí                                    | 16 novembre 1835                | 27 marzo 1837                   |
| 15                              | Juan Benito Blanco                                  | 6 agosto 1837                   | 30 luglio 1838                  |
| 16                              | Carlos Jerónimo Villademoros                        | 1º settembre 1838               | 24 ottobre 1838                 |
| 17                              | Alejandro Chucarro                                  | 24 ottobre 1838                 | 11 novembre 1838                |
| 18                              | Santiago Vázquez                                    | 11 novembre 1838                | 6 febbraio 1839                 |
| 19                              | José Longinos Ellauri                               | 6 febbraio 1839                 | 19 ottobre 1839                 |
| 20                              | Francisco Antonino Vidal Gosende                    | 19 ottobre 1839                 | 3 febbraio 1843                 |
| 21                              | Santiago Vázquez (Gobierno de la Defensa)           | 3 febbraio 1843                 | 6 aprile 1846                   |
| 22                              | Carlos Jerónimo Villademoros (Gobierno del Cerrito) | febbraio 1843                   | 8 ottobre 1851                  |
| 23                              | Francisco Magariños (Gobierno de la Defensa)        | 6 aprile 1846                   | 21 dicembre 1846                |
| 24                              | Alejandro Chucarro (Gobierno de la Defensa)         | 6 febbraio 1847                 | 5 luglio 1847                   |
| 25                              | Miguel Barreiro (Gobierno de la Defensa)            | 5 luglio 1847                   | 11 agosto 1847                  |
| 26                              | Manuel Herrera y Obes (Gobierno de la Defensa)      | 11 agosto 1847                  | 16 febbraio 1852                |
| 27                              | Florentino Castellanos                              | 3 marzo 1852                    | 4 luglio 1853                   |
| 28                              | Bernardo Prudencio Berro                            | 4 luglio 1853                   | 24 settembre 1853               |
| 29                              | Juan Carlos Gómez                                   | 26 settembre 1853               | 9 novembre 1853                 |
| 30                              | Juan José Aguiar                                    | 9 novembre 1853                 | 8 febbraio 1854                 |
| 31                              | Mateo Magariños Cervantes                           | 14 marzo 1854                   | 20 novembre 1854                |
| 32                              | Francisco Hordeñana                                 | 20 novembre 1854                | 17 febbraio 1855                |
| 33                              | Alejandro Chucarro                                  | 17 febbraio 1855                | 30 maggio 1855                  |
| 34                              | Manuel Herrera y Obes                               | 31 agosto 1855                  | 12 settembre 1855               |
| 35                              | Adolfo Rodríguez                                    | 28 settembre 1855               | 13 novembre 1855                |
| 36                              | Antonio Rodríguez Caballero                         | 3 dicembre 1855                 | 18 gennaio 1856                 |
| 37                              | Alberto Flangini                                    | 24 gennaio 1856                 | 3 marzo 1856                    |
| 38                              | Joaquín Requena                                     | 20 marzo 1856                   | 4 gennaio 1858                  |
| 39                              | Antonio de las Carreras                             | 4 gennaio 1858                  | 12 giugno 1858                  |
| 40                              | Antonio de las Carreras                             | 24 luglio 1859                  | 1º marzo 1860                   |
| 41                              | Eduardo Acevedo Maturana                            | 8 marzo 1860                    | 3 giugno 1861                   |
| 42                              | Enrique de Arrascaeta                               | 20 giugno 1861                  | 23 giugno 1862                  |
| 43                              | Jaime Estrázulas                                    | 18 settembre 1862               | 6 novembre 1862                 |
| 44                              | Juan José de Herrera                                | 12 ottobre 1863                 | 7 settembre 1864                |
| 45                              | Antonio de las Carreras                             | 7 settembre 1864                | 15 febbraio 1865                |
| 46                              | Carlos de Castro                                    | 27 febbraio 1865                | 27 aprile 1865                  |
| 47                              | Carlos de Castro                                    | 20 maggio 1865                  | 15 maggio 1866                  |
| 48                              | José Eugenio Ellauri                                | 1º marzo 1868                   | 8 marzo 1868                    |
| 49                              | Alberto Flangini                                    | 15 maggio 1866                  | 15 febbraio 1868                |
| 50                              | Manuel Herrera y Obes                               | 31 agosto 1868                  | 12 settembre 1868               |
| 51                              | Alejandro Magariños Cervantes                       | 14 gennaio 1869                 | 12 marzo 1869                   |
| 52                              | Adolfo Rodríguez                                    | 15 giugno 1869                  | 11 agosto 1870                  |
| 53                              | Manuel Herrera y Obes                               | 30 settembre 1870               | 28 febbraio 1872                |
| 54                              | Ernesto Velazco                                     | 28 febbraio 1872                | 30 luglio 1872                  |
| 55                              | Julio Herrera y Obes                                | 31 luglio 1872                  | 8 settembre 1872                |
| 56                              | Gregorio Pérez Gomar                                | 1º marzo 1873                   | 15 gennaio 1875                 |
| 57                              | José Cándido Bustamante                             | 15 gennaio 1875                 | 31 luglio 1875                  |
| 58                              | Mateo Magariños Cervantes                           | 22 febbraio 1876                | 10 marzo 1876                   |
| 59                              | Andrés Lamas                                        | 31 luglio 1875                  | 22 febbraio 1876                |
| 60                              | Ambrosio Velazco                                    | 15 marzo 1876                   | 24 settembre 1877               |
| 61                              | Gualberto Méndez                                    | 24 settembre 1877               | 13 marzo 1880                   |
| 62                              | Joaquín Requena y García                            | 20 marzo 1880                   | 26 marzo 1881                   |
| 63                              | José Vázquez Sagastume                              | 8 agosto 1881                   | 28 febbraio 1882                |
| 64                              | Manuel Herrera y Obes                               | 8 marzo 1882                    | 11 ottobre 1882                 |
| 65                              | Manuel Herrera y Obes                               | 12 dicembre 1882                | 1º marzo 1886                   |
| 66                              | Manuel Herrera y Obes                               | 28 maggio 1886                  | 30 ottobre 1886                 |
| 67                              | Juan Carlos Blanco Fernández                        | 3 novembre 1886                 | 23 dicembre 1886                |
| 68                              | Domingo Mendilaharsu                                | 31 dicembre 1886                | 4 aprile 1887                   |
| 69                              | Ildefonso García Lagos                              | 9 luglio 1887                   | 21 novembre 1889                |
| 70                              | Blas Vidal                                          | 11 marzo 1890                   | 17 de dicembre 1890             |
| 71                              | Manuel Herrero y Espinosa                           | 2 marzo 1891                    | 21 ottobre 1891                 |
| 72                              | Manuel Herrero y Espinosa                           | 22 febbraio 1892                | 14 novembre 1893                |
| 73                              | Luis Piñeyro del Campo                              | 29 marzo 1894                   | 3 agosto 1894                   |
| 74                              | Jaime Estrázulas                                    | 17 de settembre 1894            | 26 settembre 1896               |
| 75                              | Mariano Ferreira                                    | 28 agosto 1897                  | 1º dicembre 1897                |
| 76                              | Joaquín de Salterain                                | 1º dicembre 1897                | 21 luglio 1898                  |
| 77                              | Domingo Mendilaharsu                                | 3 agosto 1898                   | 10 settembre 1898               |
| 78                              | Manuel Herrero y Espinosa                           | 4 marzo 1899                    | 4 giugno 1901                   |
| 79                              | Germán Roosen                                       | 19 giugno 1901                  | 25 febbraio 1903                |
| 80                              | José Romeu                                          | 5 marzo 1903                    | 1º marzo 1907                   |
| 81                              | Jacobo Varela Acevedo                               | 16 marzo 1907                   | 14 novembre 1907                |
| 82                              | Antonio Bachini                                     | 2 dicembre 1907                 | 18 ottobre 1910                 |
| 83                              | José Romeu                                          | 4 marzo 1911                    | 17 giugno 1913                  |
| 84                              | Emilio Barbaroux                                    | 17 giugno 1913                  | 13 febbraio 1914                |
| 85                              | Manuel Buenaventura Otero                           | 2 marzo 1915                    | 14 agosto 1916                  |
| 86                              | Baltasar Brum                                       | 4 settembre 1916                | 19 febbraio 1919                |
| 87                              | Daniel Muñoz                                        | 19 febbraio 1919                | 1º agosto 1919                  |
| 88                              | Juan Antonio Buero                                  | 1º marzo 1919                   | 1º marzo 1923                   |
| 89                              | Pedro Manini Ríos                                   | 1º marzo 1923                   | 19 dicembre 1924                |
| 90                              | Juan Carlos Blanco Acevedo                          | 22 dicembre 1924                | 2 luglio 1926                   |
| 91                              | Rufino T. Domínguez                                 | 1º marzo 1927                   | 1º marzo 1931                   |
| 92                              | Juan Carlos Blanco Acevedo                          | 1º marzo 1931                   | 13 febbraio 1933                |
| 93                              | Alberto Mañé                                        | 13 febbraio 1933                | 17 maggio 1934                  |
| 94                              | Juan José de Arteaga                                | 18 maggio 1934                  | 4 ottobre 1934                  |
| 95                              | Juan José de Arteaga                                | 6 novembre 1934                 | 19 marzo 1935                   |
| 96                              | José Espalter                                       | 19 marzo 1935                   | 1º giugno 1938                  |
| 97                              | Alberto Guani                                       | 19 giugno 1938                  | 10 gennaio 1942                 |
| 98                              | Alberto Guani                                       | 18 febbraio 1942                | 16 gennaio 1943                 |
| 99                              | Alberto Guani                                       | 25 febbraio 1943                | 26 febbraio 1943                |
| 100                             | José Serrato                                        | 1º marzo 1943                   | 4 ottobre 1945                  |
| 101                             | Eduardo Rodríguez Larreta                           | 4 ottobre 1945                  | 1º marzo 1947                   |
| 102                             | Mateo Marques Castro                                | 1º marzo 1947                   | 12 dicembre 1947                |
| 103                             | Daniel Castellanos                                  | 31 dicembre 1947                | 12 agosto 1949                  |
| 104                             | César Charlone                                      | 12 agosto 1949                  | 23 novembre 1950                |
| 105                             | Alberto Domínguez Cámpora                           | 23 novembre 1950                | 1º marzo 1952                   |
| 106                             | Daniel Castellanos                                  | 1º marzo 1952                   | 22 aprile 1952                  |
| 107                             | Fructuoso Pittaluga                                 | 22 aprile 1952                  | 23 febbraio 1955                |
| 108                             | Santiago Rompani                                    | 2 marzo 1955                    | 16 maggio 1956                  |
| 109                             | Francisco Gamarra                                   | 16 maggio 1956                  | 6 giugno 1957                   |
| 110                             | Óscar Secco Ellauri                                 | 6 giugno 1957                   | 1º marzo 1959                   |
| 111                             | Homero Martínez Montero                             | 1º marzo 1959                   | 1º marzo 1963                   |
| 112                             | Alejandro Zorrilla de San Martín                    | 1º marzo 1963                   | 11 febbraio 1965                |
| 113                             | Luis Vidal Zaglio                                   | 11 febbraio 1965                | 1º marzo 1967                   |
| 114                             | Héctor Luisi                                        | 1º marzo 1967                   | 25 aprile 1968                  |
| 115                             | Venancio Flores                                     | 3 maggio 1968                   | 1º aprile 1970                  |
| 116                             | Jorge Peirano Facio                                 | 1º aprile 1970                  | 1º aprile 1971                  |
| 117                             | José Mora Otero                                     | 1º aprile 1971                  | 31 ottobre 1972                 |
| 118                             | Juan Carlos Blanco Estradé*                         | 31 ottobre 1972                 | 23 dicembre 1976                |
| 119                             | Alejandro Rovira*                                   | 23 dicembre 1976                | 6 luglio 1978                   |
| 120                             | Adolfo Folle Martínez*                              | 6 luglio 1978                   | 16 febbraio 1981                |
| 121                             | Estanislao Valdés Otero*                            | 17 febbraio 1981                | 2 settembre 1982                |
| 122                             | Carlos A. Maeso*                                    | 2 settembre 1982                | 1º marzo 1985                   |
| 123                             | Enrique Iglesias                                    | 1º marzo 1985                   | 22 febbraio 1988                |
| 124                             | Luis Barrios Tassano                                | 22 febbraio 1988                | 28 febbraio 1990                |
| 125                             | Héctor Gros Espiell                                 | 1º marzo 1990                   | 4 aprile 1993                   |
| 126                             | Sergio Abreu Bonilla                                | 4 aprile 1993                   | 1º marzo de 1995                |
| 127                             | Álvaro Ramos Trigo                                  | 1º marzo 1995                   | 2 febbraio 1998                 |
| 128                             | Didier Opertti Badán                                | 2 febbraio 1998                 | 1º marzo 2005                   |
| 129                             | Reinaldo Gargano                                    | 1º marzo 2005                   | 3 marzo 2008                    |
| 130                             | Gonzalo Fernández                                   | 3 marzo 2008                    | 31 agosto 2009                  |
| 131                             | Pedro Vaz                                           | 31 agosto 2009                  | 1º marzo 2010                   |
| 132                             | Luis Almagro                                        | 1º marzo 2010                   | 1º marzo 2015                   |
| 133                             | Rodolfo Nin Novoa                                   | 1º marzo 2015                   | 1º marzo 2020                   |
| 134                             | Ernesto Talvi                                       | 1º marzo 2020                   | 1º luglio 2020                  |
| 135                             | Francisco Bustillo                                  | 6 luglio 2020                   | 1º novembre 2023                |
| 136                             | Omar Paganini                                       | 6 novembre 2023                 | 1º marzo 2025                   |
| 137                             | Mario Lubetkin                                      | 1º marzo 2025                   | in carica                       |

'* Ministri del governo civile militare (1973-1985).